# Woodstock (ort i Kanada, Newfoundland och Labrador)
Woodstock är en ort i Kanada.   Den ligger i provinsen Newfoundland och Labrador, i den östra delen av landet, 1 600 km öster om huvudstaden Ottawa. Woodstock ligger 14 meter över havet och antalet invånare är 190.
Terrängen runt Woodstock är huvudsakligen platt, men den allra närmaste omgivningen är kuperad. Havet är nära Woodstock åt nordost. Trakten runt Woodstock är nära nog obefolkad, med mindre än två invånare per kvadratkilometer.. Närmaste större samhälle är Ming's Bight, 12,0 km väster om Woodstock. 